# 小川摩起
小川 摩起（おがわ まき、1983年6月29日 - ）は、日本の女優。福岡県出身。東京高等学校卒業。

## 人物・来歴
映画『死者の学園祭』などの出演を経て、2003年の特撮テレビドラマ『爆竜戦隊アバレンジャー』の第37話より、黎明（れいめい）の使徒リジュエル役で出演。リジュエルの印象として、「気分屋で忙しい面があり、どのように演じるかが課題である」と述べている。また、リジュエルはアクティブなイメージがあり、自分とは正反対だと考えていたが、マネージャーからはキャラクター的には似ているため、「そのまま演じれば」と言われたと述べている。
2005年以降の活動は無く、現在は、既に芸能界を引退したと思われる。

## 出演作品

### テレビドラマ
- 女と愛とミステリー 西村京太郎サスペンス 四つの終止符「無実? 連続自殺事件 東京下町連続自殺事件 孝行息子が母を殺すか 無実!? 聞こえぬ抗議の叫びと潰された純愛」（2001年1月17日、テレビ東京） - 恵子 役
- はみだし刑事情熱系 PART5 第22話「3つの顔の女スリ!? 復讐の指先」（2001年3月14日、テレビ朝日）
- 光の帝国 第1話「未知の力」・第2話「一族の力」（2001年12月4日・11日、NHK総合）
- 幸せ咲いた〜結婚相談所物語〜 第10話（2003年1月17日、東海テレビ・フジテレビ系）
- 爆竜戦隊アバレンジャー 第37話「快感アバレクイーン」 - 第47話「5人のアバレンジャー」・最終話「アバレた数だけ」（2003年11月9日 - 2004年1月18日・2月8日、テレビ朝日） - リジュエル、リジュエルそっくりさん 役
- オレンジデイズ 第6話「彼女の恋」（2004年5月16日、TBS）
- 激漫ティービー 激殺 女蠍野球団 〜愛しの甲子園〜（2004年10月7日 - 2005年3月31日、テレビ東京）

### 映画
- 死者の学園祭（2000年8月5日、東映） - 演劇部 役
- 田園のユーウツ（2001年11月10日、プライド・ワン）

### オリジナルビデオ
- 特捜戦隊デカレンジャーVSアバレンジャー（2005年3月21日、東映ビデオ） - ウェイトレス 役

### 舞台
- ひょうご舞台芸術第20回公演 キャスター・ウェストエンドシアター第6回公演「二十世紀」（2000年1月12日 - 23日、世田谷パブリックシアター）
- ONE DOZEN WIN（2004年） - キャプテン・ローズマリー 役
- 自由という名のレール（2005年3月8日 - 13日、新宿スペース107） - あり子 役

### ドラマCD
- PREMIIUM DRAMA CD 爆竜戦隊アバレンジャー ダイノアース スペシャル!伝説の腕輪と五つのアバレスピリッツ（2004年3月31日、日本コロムビア） - リジュエル 役

### その他のテレビ番組
- グラビアの美少女（MONDO21）

## 作品

### 写真集
- シャツとメガネ（2004年5月15日、ぶんか社）

### イメージビデオ
- 好きですか。（2004年5月28日、ぶんか社）
- g-girl private 004 小川摩起 ヒメゴト ～inner sensation～（2004年8月20日、メディアバンク）
- 摩起不思議（2004年12月17日、日本メディアサプライ）
- 月刊フューチャーアクトレス 小川摩起 HONESTY（2005年5月18日、ポニーキャニオン）